# Євген Деслав
Євген Деслав (фр. Eugène Deslaw, Євген Антонович Слабченко, 8 грудня 1899, Таганча — 10 вересня 1966, Ніцца) — французький та іспанський кінорежисер українського походження, активний діяч українського емігрантського руху, засновник українського скаутського руху на Наддніпрянщині. За власним твердженням — родич видатного українського історика, академіка ВУАН Михайла Слабченка.

## Біографія
Народився 1899  (за записом у дипломатичному паспорті — 1898) року в селі Таганча на Черкащині. Закінчив гімназію у Білій Церкві, де в травні 1917 року виступив організатором одної з перших скаутських дружин у Наддніпрянській Україні (доти був інструктором в російському скаутському гуртку). 1918 року пише підручник «Український Скаутинг», організовує першу дружину скаутів у Києві. З 1918 року скаутські гуртки, які за розпорядженням гетьмана Скоропадського було запроваджено при кожній школі, спиралися на статут Білоцерківського бой-скаутського куреня, розроблений Слабченком.
З серпня 1918 Слабченко служить в Головному Штабі Окремого Корпусу Січових Стрільців в Фастові вартовим старшиною при полковникові Василю Тютюннику, з поваленням Гетьманату — старшиною для доручень при Директорії УНР. В листопаді 1918 року Слабченко бере участь у повстанні Окремого Корпусу Січових Стрільців проти влади гетьмана Скоропадського. В січні 1919 року був призначений Директорією до складу Української дипломатичної місії до США, а в 1920 році — українським дипломатичним кур'єром у Європі, де й залишився на еміграції після розформування дипмісій УНР.
Студіював міжнародне право у Празькому і Берлінському університетах, а згодом — у паризькій Сорбонні. 1925 року змушений був полишити вивчення дипломатії та вступив до Паризької кінотехнічної школи (1925—1926). Однак ця інформація, що подається в більшості енциклопедичних статей про Слабченка, на думку найбільшого знавця творчості Деслава — кінознавця Любомира Госейка, є сфальсифікованою самим Слабченком.

Допис Євгена Слабченка до журналу «Кіно», 1928 р.

Працював у галузі кіножурналістики (виступав у 1925—1933 роках на сторінках журналу «Кіно»), заснував у Парижі товариство «Друзі українського кіно» (фр. Les amis du cinema ukrainien), що сприяло пропаганді українських фільмів за кордоном.

## Фільмографія
Створив як кінорежисер стрічки:
- «Марш машин» (1926),
- «Електричні ночі» (1929) та ін.

Був співрежисером кінокартини «Війна дітей», удостоєної 1938 року премії Національнаї ради кінокритиків США як найкращий іноземний фільм.
У 1939 році переїхав до Іспанії, де поставив:
- «Ревеляцію» (1948),
- «Баладу трьох кохань» (1951),
- «Країну чорної землі» (1955),
- «Картини в негативі» (1956),
- «Фантастичну візію» (1957) тощо.

## Пам'ять
- «Євген Деслав. Фантастична мандрівка» — документальний фільм (2008, режисер та автор сценар. Леонід Череватенко)[4].
- У 2011 році у місті Біла Церква було засновано Білоцерківський Кінофестиваль Сучасного Експериментального Кіно «Деслав Сінема Фест».
- 9 грудня 2012 року у місті Черкаси було створено Підготовчий курінь УПЮ імені Євгена Деслава.[5][6]
- В Білій Церкві існує вулиця Євгена Деслава[7].
- В 2016 році в Білій Церкві було створено Deslaw Cinema Club.
- В Черкасах існує провулок Ежена Деслава.